# Udoka Azubuike

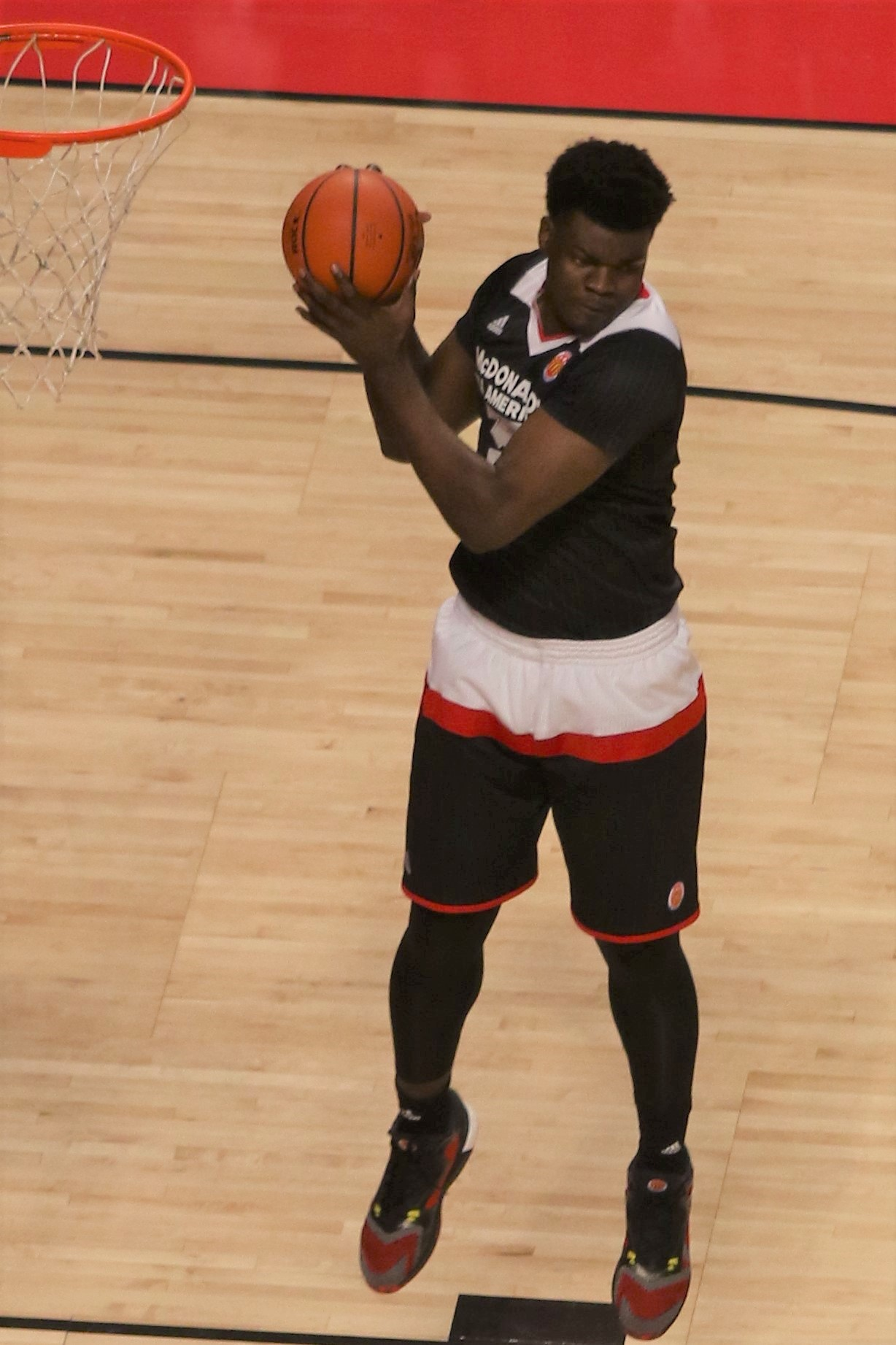
Udoka Azubuike, 2016.

Udoka Timothy Azubuike, född 17 september 1999 i Lagos, är en nigeriansk professionell basketspelare (C/PF) som spelar för Phoenix Suns i National Basketball Association (NBA). Han har tidigare spelat för Utah Jazz.
Azubuike draftades av Utah Jazz i första rundan i 2020 års draft som 27:e spelare totalt.
Innan han blev proffs studerade Azubuike vid University of Kansas och spelade för deras idrottsförening Kansas Jayhawks.